# Walerianiany
Walerianiany (nazwa systematyczna: pentaniany) – sole lub estry kwasu walerianowego. Wzór anionu walerianowego to C4H9COO−.
Wiele leków steroidowych, na przykład te oparte na betametazonie lub kortyzolu, zawiera steroid będący estrem walerianianowym. Estry kwasu walerianowego, w związku z ich przyjemnym zapachem, stosowane są w przemyśle perfumeryjnym i kosmetycznym.

## Przykłady
- walerianian sodu, Na(C4H9COO)
- walerianian metylu, CH3(C4H9COO)